# Счастливая юность
«Счастливая юность» (другое название — «Весенние голоса») — первый советский экспериментальный игровой широкоэкранный фильм-ревю, поставленный на киностудии «Мосфильм» в 1955 году режиссёрами Сергеем Гуровым и Эльдаром Рязановым. Премьера состоялась 24 октября 1955 года; обычный вариант фильма под названием «Весенние голоса» был выпущен в прокат 2 декабря того же года.

## Сюжет
В этом фильме выступают участники художественной самодеятельности ремесленных училищ — будущие токари и кузнецы, металлурги и нефтяники, шахтёры, текстильщики, строители — молодое поколение советского рабочего класса.
Москва, V Всесоюзный смотр художественной самодеятельности трудовых резервов республик СССР. Учащиеся ремесленного училища Иван и Нина представляют гостям своё изобретение «ПТ ПВ» — необычный телевизор, на экране которого транслируются различные выступления творческих коллективов. Фильм заканчивается балом молодёжи в Георгиевском зале Кремля.

## В главных ролях
- Владимир Сальников — Иван Панечкин
- Надежда Румянцева — Нина Румянцева
- Тигран Давыдов — Вася Колокольчиков (впервые на экране)

### В титрах не указаны
- Георгий Куликов — продавец в музыкальном магазине
- Александр Зусман — учащийся ремесленного училища, показывающий фокусы
- Евгения Мирошниченко — камео
- Тамара Евгеньева-Иванова — кассир в музыкальном магазине

## Съёмочная группа
- Автор сценария — Борис Ласкин
- Постановка — Сергея Гурова и Эльдара Рязанова
- Главный оператор — Владимир Николаев
- Художники — Борис Кноблок, Василий Щербак
- Композитор — Анатолий Лепин
- Текст песен — Евгения Долматовского, Сергея Васильева